# El Che (film)
Pour plus de détails, voir Fiche technique et Distribution.
El Che est un film biographique argentin réalisé par Aníbal Di Salvo et sorti en 1997.

## Synopsis
La vie d'Ernesto Guevara, de son départ de Cuba à sa mort en Bolivie.

## Fiche technique
- Titre original : El Che[2],[1]
- Réalisation : Aníbal Di Salvo
- Scénario : Agustín Pérez Pardella
- Photographie : Lionel Lobótrico
- Montage : Darío Tedesco
- Musique : Horacio Malvicino et chanson d'Eladia Blásquez par Mercedes Sosa
- Sociétés de production : Producciones Marco David, Trimarco S.A.
- Pays de production :  Argentine
- Langue originale : espagnol
- Format : couleurs
- Genre : film biographique
- Durée : 88 minutes
- Dates de sortie : 
  - Argentine : 2 mai 1997

## Distribution
- Miguel Ruiz Díaz : Che Guevara
- Emilia Mazer (es) : Tania
- Ulises Dumont (es) : Moine
- Hugo Arana (es) : Président Barrientos
- Andrea Pietra (es) : Loyola Guzmán
- Daniel Freire (es) : Alejandro
- Emiliano Lozano  : Benjamín
- Emilio Bardi (es) : Cap. Prado
- Pino D'Angelo : Employé des douanes
- Alicia Bruzzo : Ninfa
- Héctor Bordoni : Inti Peredo
- Fernando Madanes : Marcos
- Jorge Abalo : Raptor
- Jesús Albornoz : Lt. Col. Terán
- Marcio Almeida : Raúl
- Alejandra Badaracco  : Employée des douanes
- Pablo Baki : Willy
- Roberto Baldi : Capitaine
- Alberto Benegas : Zenteno Anaya
- Diego Bieler : Adolfo Mena
- Ernesto Bo : Rojas
- Nesto Bryan : Agent de la CIA
- Alberto Busaid (es) : Argañaraz
- José Calcagno : Tortionnaire
- Marcelo Callier : Rapace
- Celio Cangossu Cangossu : Braulio ...
- Armando Capo : Tortionnaire
- Sergio Castellanos : Guide armé
- Luciano Cazaux : Tuma
- Martín Coria (es) : Officier des gardes forestiers
- Monica Damico : Journaliste
- Pino Dangelo
- Reginaldo De Souza...	Pombo
- Horacio Del Rio...	Rolando
- Ruben Dellarrosa ...Arturo
- Daniel Di Biase : Officier
- Alberto Drago : Joaquín (voix)
- Tomás Ferreiro : Officier
- Alejo García Pintos : Pablito
- Manuel Gaspar : Capitaine Vargas
- Luis Grassiano : Coco Peredo (voix)
- Roberto Greco : Colonel Selnich
- Hector Labiada : Sergent Terán
- Sergio Lerer : Officier
- Adrian Marre : Lion
- Laura Matas : Elida
- Enrique Mazza : Contact
- Victoria Merló : Agent de renseignement
- Javier Montu : Ricardo
- Oscar Monzo : Conseiller du gouvernement
- Daniel Mosquera (es) : Bolichero
- Leonardo Nápoli : Médecin
- Federico Olivera (es) : Régis Debray
- Mariano Riaboi  : Ciro Bustos
- Diego Rigal : Paysan
- Daniel Ripari : Joaquín
- Marcelo Rodó : Pachungo
- Silvina Sabaté  : Vieille femme
- Darwin Sánchez : Officier
- Carla Santoni  : Employée des douanes
- Fernando Senna : Camba
- Omar Tiberti : Colonel Ovando
- Darío Valenzuela (es) : Miguel
- Álvarez Vázquez : Benigno
- Carlos Viano : Chapaco
- Carlos Vignola : le contact de Mena
- Alberto Vázquez
- Marcos Woinsky : Conseiller américain
- Oscar Zarco

## Production
Il a été partiellement tourné dans la province de Salta. Il a été initialement annoncé qu'il serait réalisé par Fernando Siro et qu'il mettrait en vedette Miguel Ángel Solá (es), Imanol Arias, Alfredo Alcón, Darío Grandinetti et Ángela Molina.